# Francesc Darder i Barrich
Francesc Darder i Barrich   (Sant Feliu de Guíxols, c. 1660 - 4 de gener de 1731) fou un cirurgià de l'Hospital de la Santa Creu de Barcelona, fundador de la Causa Pia Francesc Darder, que donà origen a la congregació de les Franciscanes Missioneres de la Nativitat de Nostra Senyora.

## Biografia
Era fill del pintor Joan Baptista Darder i de Margarida Barrich. No se sap res de la seva joventut fins que es trobà com a metge cirurgià a l'hospital barceloní. Era membre de la Congregació de Cavallers de la Nativitat de Nostra Senyora, confraria benèfica laica amb seu a l'església de Betlem de Barcelona. Observà que l'atenció a les dones, era, a l'hospital, molt marginal per manca de personal i en el seu testament, establí la constitució d'una associació de dones seglars que, sense emetre vots religiosos, atendrien les malaltes, rebent a canvi allotjament i manutenció en la casa llegada, a càrrec de l'administració de l'hospital, iniciada poc després de la seva mort, el 29 d'agost del 1731. La primera comunitat de la causa pia de senyores s'instal·là a la Casa Darder el 7 de setembre del mateix any.